# Wahlen
För andra betydelser, se Wahlen (olika betydelser).
Wahlen (schweizertyska: Wahle) är en ort och kommun i distriktet Laufen i kantonen Basel-Landschaft, Schweiz. Kommunen har 1 585 invånare (2023).